# Grimmer von Adelsbach

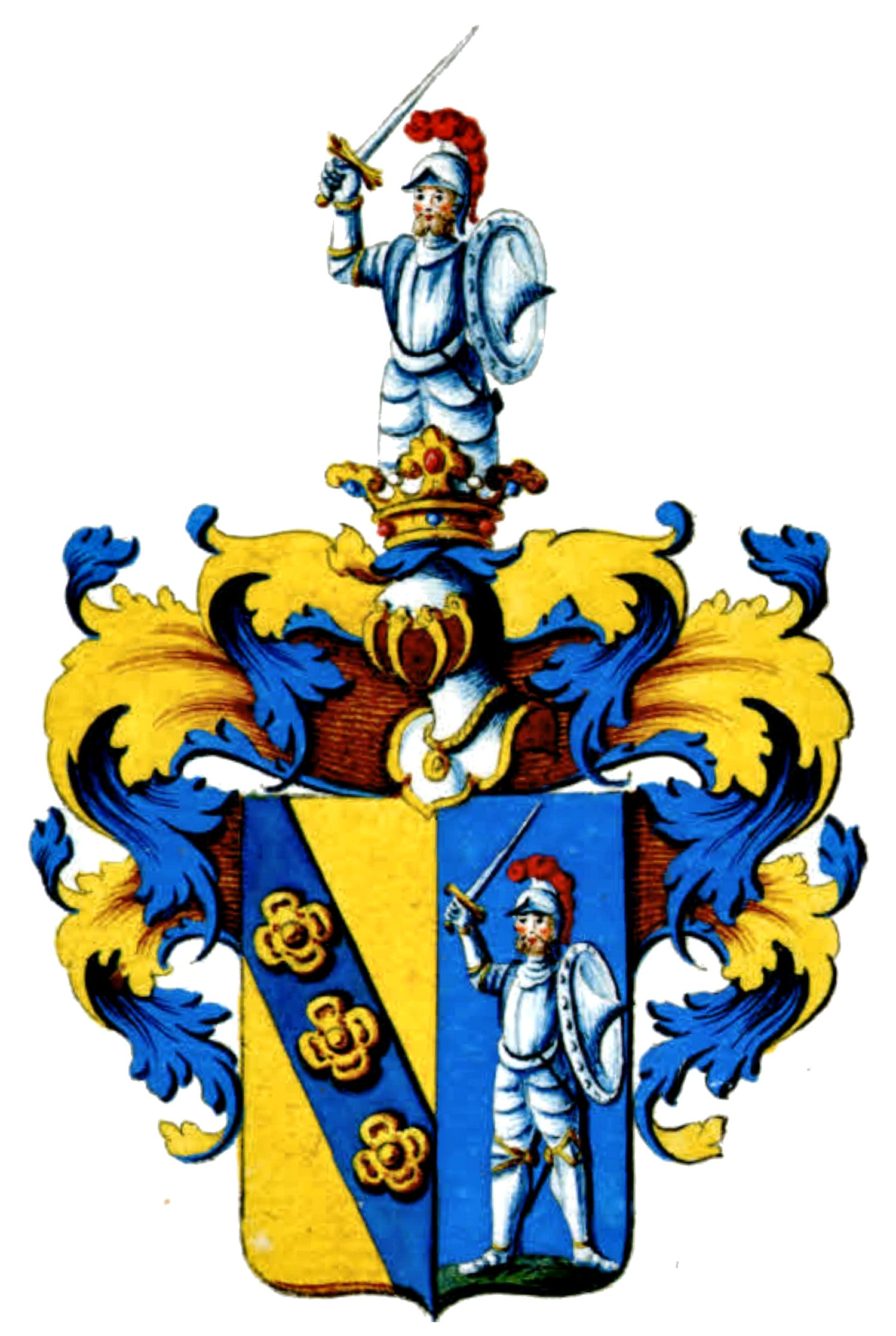
Wappen der Grimmer von Adelsbach 1797

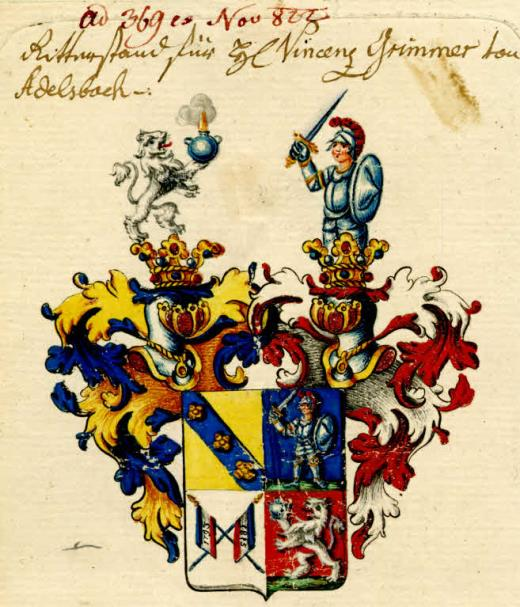
Wappen der Grimmer von Adelsbach 1822

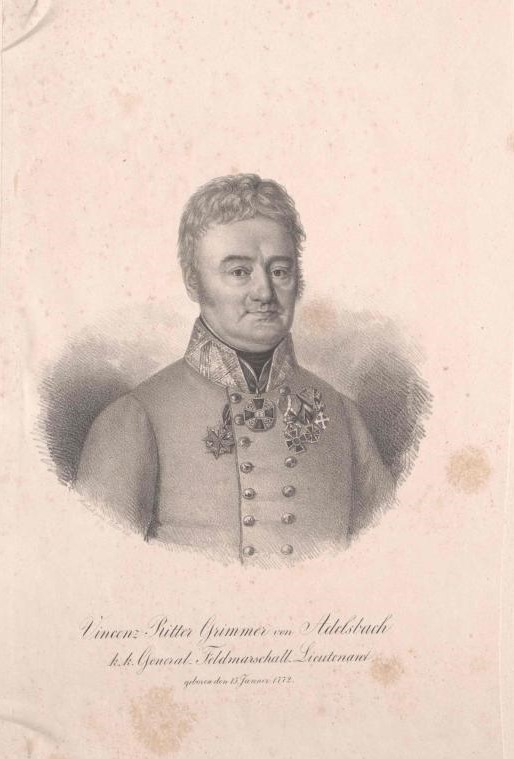
Vinzenz Ritter Grimmer von Adelsbach, Halsdekoration St. Anna Orden 2. Klasse

Grimmer von Adelsbach ist der Name eines österreichisch-böhmischen Adelsgeschlechts, das 1797 in den Adelstand und 1822 in den österreichischen Ritterstand erhoben wurde.

## Geschichte
Die Stammreihe beginnt mit Josef Grimmer, über den nichts Näheres bekannt ist. Sein Sohn Ignaz Grimmer wurde als Major und Oberfeuerwerkmeister im Bombardierkorps am 25. September 1797 in den erblichen österreichischen Adelsstand mit dem Zusatz „von Adelsbach“ erhoben. Sein Sohn, ebenfalls Ignaz Grimmer von Adelsbach (1775 – 1. Juli 1842), war Generalmajor der österreichischen Armee. Sein zweiter Sohn, Vinzenz Grimmer von Adelsbach, war ein mehrfach ausgezeichneter Generalfeldmarschall des österreichischen Heeres und wurde 1822 von Kaiser Franz II. in den erblichen Ritterstand erhoben und heiratete 1808 Rosalia Ritter von Rittersberg, sie hatten drei Kinder:
1. Vinzenz
2. Ignaz
3. Anton

Diese im Ritterstand blühende erlosch bald im Mannestamm.
Hannibal Grimmer von Adelsbach (1825–1911) heiratete Alexandrine Haber von Linsberg, die Tochter des Bankiers Louis Freiherr Haber von Linsberg. Sie waren die Großeltern des späteren Rennfahrers Heinrich Graf von Schönfeldt. Die beiden hatten drei Kinder Mathilde Henrietta Maria Augusta Josef (1902-1952) die 1932 Dt. Theodoros Dumba heiratete. (1888-1950) .  Als zweites kamm Johann Baptist Eugen Georg Geza Ludwig Alexander ( 1910- 1972) der Hermine Hribernik ( 1911 -1984) 1937 heiratete. Alexandrine wurde als dritte geboren. 

## Linie Grimmer v. Riesenburg
Der zweite Sohn des Joseph Grimmer, Franz begründete die Linie Grimmer von Riesenburg die bereits 1787 in den erblichen Adelsstand mit dem Prädikat von Riesenburg erhoben.
Sein Sohn Anton Grimmer von Riesenburg wurde bekannter und hochdekorierter Generalmajor der napolionischen Zeit der 1815 in Ruhestand trat und 1818 verstarb.
Er war unter anderem noch als Oberst bei der Schlacht bei Wagram 1809 vertreten.
Vor der Schlacht bei Aspern-Essling 1809 war Grimmer von Riesenburg Teil der Brigade des Generalmajors Prinz Friedrich von Wied-Runkel in der Division von Feldmarschallleutnant Baron Thomas von Brady im II. Korps unter Kolowrat.
Während der Ersten Schlacht bei Bar-sur-Aube kommandierte Grimmer von Riesenburg eine Brigade, die aus jeweils zwei Bataillonen der Infanterieregimenter Fröhlich Nr. 28 und Kollowrat Nr. 36 bestand.
Noch 1814 befehligte er mehrer Regimenter bei der Schlacht von La Rothiere.

## Besitzungen
Schloss Donaudorf wurde im Jahr 1876 von Hannibal Grimmer von Adelsbach erworben und verblieb bis zu dessen Sprengung im Jahr 1955 im Familienbesitz.
Schloss Wernberg in Kärnten war bis in die 1930er Jahre im Besitz von Olga Grimmer v. Adelsbach.

## Wappen

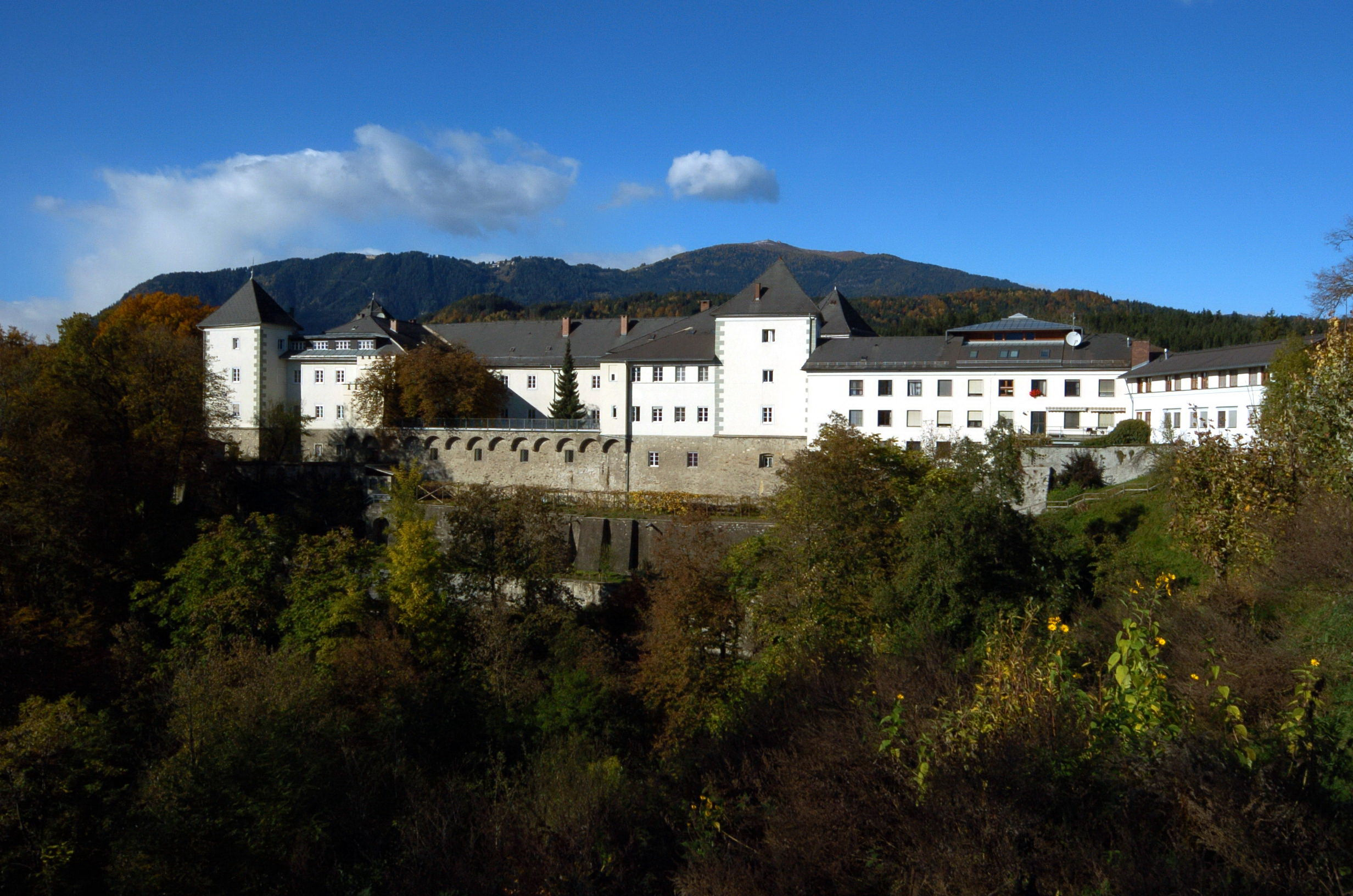
Schloss Wernberg

- Blasonierung des Wappens von 1797: Gespalten, rechts in Gold ein mit 3 vierblättrigen goldenen Blüten belegter blauer Schrägrechtsbalken, links in Blau auf grünem Rasen ein Geharnischter mit offenem Visier, der Helm mit einem roten Busch besteckt, in der Rechten ein gold-begrifftes Schwert schwingend, in der Linken einen runden Schild haltend; auf dem gekrönten Helm mit blau-goldenen Decken der Geharnischte wachsend.

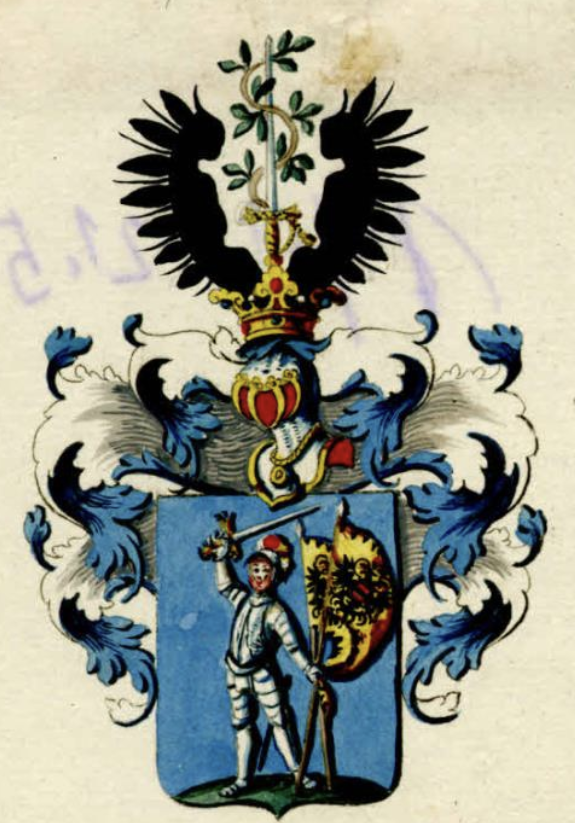
Wappen d. Linie Grimmer von Riesenburg

- Schloss WernbergBlasonierung des Wappens von 1822: Geviert, 1 und 2 wie 1797, 3 in Silber mit ihren Stangen geschrägt 2 blau-weiß-rot gestreifte Fahnen, auf den weißen Streifen „1793“ bzw. „1815“ bezeichnet, 4 in Rot auf grünem Rasen einwärts-gekehrt ein rot-bezungter silberner Löwe, in der rechten Vorderpranke eine Bombe haltend; 2 gekrönte Helme, auf dem rechten mit blau-goldenen Decken der Löwe mit der Bombe, auf dem linken mit rot-silbernen Decken der Geharnischte wachsend.[11]